# Creu Roja (Casserres)
La Creu Roja, o Creu del Pla de Sant Pau, és una creu de terme de Casserres (Berguedà) situada al peu del Camí Vell de Sant Pau de Casserres (BV-4132z), a l'alçada del trencall de Cal Xitus.
És una creu de ferro situada damunt una columna feta a base de fragments tubulars de ceràmica, d'un metre setanta d'alçada. Aquesta columna està damunt un doble basament de pedra de secció cònica. A la part inferior de la columna s'hi pot llegir: '1997 / Mn. Tomàs Calvo: Pvre. / Josep Ribera: muntatge / Josepa Piqué: ceràmica / J. Vallhonesta: disseny'. A la part superior davantera hi ha una inscripció que diu: 'Oh Creu! Mostra'ns el camí'.
La creu original fou destruïda a l'eixamplar-se la carretera pels mateixos treballadors i només se'n conservà la base. Tenia un sòcol de dos graons, de pedres ajuntades, l'arbre d'uns dos metres d'altura era llis fins el peu de la creu, de ferro. En el repeu hi havia algun gravat o inscripció que amb el pas del temps es va erosionar i per tant impossible de desxifrar.
En un manuscrit inèdit conservat a l'arxiu parroquial de Casserres, el prevere Ramon Camps recull la tradició segons la qual en el planell del 'Tarrabast' s'hi lliurà un combat entre moros i cristians, i que en record per la victòria dels segons, s'hi alça una creu, per nom la 'Creu-Roja'.